# Carsten Brandau
Carsten Brandau (* 22. April  1970 in Hamburg) ist ein deutscher Theater- und Hörspielautor.

## Leben
Brandau studierte Germanistik, Geschichte und Philosophie in Trier, London und Heidelberg. Von  1998 bis 2003 war er als Regieassistent tätig. Dabei arbeitete er auch am Stadttheater Heidelberg, am Düsseldorfer Schauspielhaus und am Dortmunder Schauspiel. In diese Zeit fielen seine ersten Theaterinszenierungen. Seit 2003 schreibt Brandau Theater- und Hörspieltexte, die vom Münchner Drei Masken Verlag vertreten werden. Er ist mit mehreren Theater- und Hörspielpreisen ausgezeichnet worden. 2012 realisierte er die partizipatorische Stadtteilperformance „Altona macht auf! Sehnsuchtsfenster & Balkontheater“ in Hamburg-Altona, die seitdem jährlich stattfindet, 2015 für den BKM-Preis Kulturelle Bildung nominiert war, 2017 den Hamburger Stadtteilkulturpreis gewann und 2023 auf der Longlist des „Zukunftspreises für Kulturpolitik Kulturgestalten“ stand. Ende 2024 eröffnete die Wiener Staatsoper ihre neue Spielstätte NEST mit Thierry Tidrows Oper „Sagt der Walfisch zum Thunfisch“ nach Brandaus gleichnamigen Theatertext.

## Auszeichnungen (Auswahl)
- 2001: Dramatikerpreis des Thalia-Theaters Halle; Stückemarkt „take away“ am Wiener Burgtheater
- 2002: Stipendium Paul Maar; Autorentheatertage am Hamburger Thalia Theater
- 2005: Deutscher Kindertheaterpreis der Frankfurter Autorenstiftung
- 2006: 3. Preis beim Leipziger Hörspielsommer
- 2007: Drama-Köln-Preis; 3. Preis beim Leipziger Hörspielsommer; 7. Platz beim Prix Europa in der Kategorie „Radio Drama“
- 2007/08: Stipendiat des Autorenlabors am Düsseldorfer Schauspielhaus
- 2008: 1. Preis in der Kategorie „Bester Autor“ beim Leipziger Hörspielsommer;
- 2008: 1. Preis beim „hoer.spiel“-Wettbewerb der FH St. Pölten
- 2009: 1. Preis in der Kategorie „Beste Regie“ beim Leipziger Hörspielsommer; 2. Platz Berliner Hörspielfestival
- 2010: Autorentheatertage am Deutschen Theater Berlin[7]
- 2012: Stipendium zum Deutschen Kindertheaterpreis; Autorentheatertage am Deutschen Theater Berlin
- 2013: Niederländisch-deutscher Kinder- und Jugenddramatikerpreis „Kaas & Kappes“
- 2014: Nominierung zum Deutschen Kindertheaterpreis
- 2015: Mülheimer KinderStückePreis für Dreier steht Kopf[8]
- 2016: Mülheimer KinderStückePreis für Himmel und Hände[9]
- 2017: Brüder-Grimm-Preis des Landes Berlin (anteilig) für Sagt der Walfisch zum Thunfisch[10]
- 2018: Nominierung für Autorenpreis des Heidelberger Stückemarktes[11]
- 2020: Nah-dran-Stipendium (KJTZ/Deutscher Literaturfonds)[12]
- 2020: „Kunst kennt keinen Shutdown“-Förderung der Hamburgischen Kulturstiftung[13]
- 2021: Nah-dran-Stipendium (KJTZ/Deutscher Literaturfonds)[14]
- 2021: ARD PiNball für Die goldene Börse der Sehnsüchte. Pandemisches Theater[15]
- 2023: Nominierung für „Das kurze brennende Mikro“ des Berliner Hörspielfestivals[16]
- 2024: Nominierung für den "Retzhofer Dramapreis" in der Kategorie "für junges Publikum"[17]
- 2024: Engere Auswahl für den Deutschen Kindertheaterpreis[18]
- 2024: Hamburger Literaturpreis in der Kategorie Lyrik, Drama, Experimentelles[19]